# Hasegawa Ryo
Ryo Hasegawa (sinh ngày 21 tháng 4 năm 1999) là một cầu thủ bóng đá người Nhật Bản.

## Sự nghiệp câu lạc bộ
Ryo Hasegawa đã từng chơi cho Mito HollyHock.